# Собор Вінницьких святих

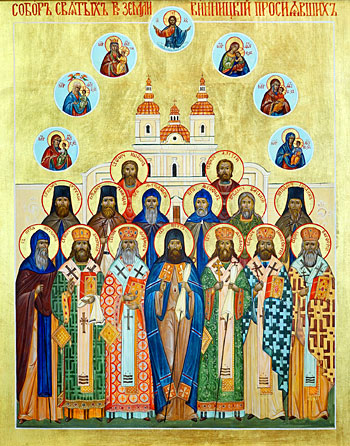
Ікона Собору Вінницьких святих Автор: Ростислав Моцпан. 2015 рік

Собор Вінницьких святих — соборне свято, яке присвячене вшануванню пам'яті подвижників благочестя, пов'язаних з Вінниччиною. День пам'яті відзначається 14 вересня за новим стилем.

## Опис
Історія християнства на Поділлі налічує багато століть. Іще у VIII столітті християни Візантійської імперії, рятуючись від переслідувань іконоборців, переселялись на Північ, де знайшли прихисток вздовж річки Дністер, де й до тепер розташовується чимало старовинних печер в горах Подністров'я.
Згідно народного передання, преподобний Антоній Печерський, подорожуючи з Афону до Києва, зупинився на березі річки Дністер, видовбав собі келію, влаштував Лядівський монастир та постриг в ченці перших послушників.
У 1432-1433 роках після кровопролитних боїв землі Поділля з багатьма його містами перейшли під владу князя Феодора Острозького. Таким чином він отримав титул старости крем'янецького, кам'янецького та брацлавського. Наприкінці свого життя відомий князь прийняв чернецтво у Києво-Печерській лаврі, де й був похований. Наприкінці XVI - початку XVII століття його було канонізовано.
На початку XVII століття при Вінницькому Вознесенському монастирі святитель Петро Могила відкриває братський колегіум - перший навчальний заклад у місті університетського типу.
У тому ж таки XVII столітті, у селі Уланів, в родині священика Микити та Марії, що походила з древнього роду Полоницьких-Углицьких народився святитель Феодосій Углицький. Архіпастир за свій вік відновив Видубицький монастир та Успенський Єлецький жіночий монастир. У селі Уланів, в місцевому храмі на честь Святого Вознесіння Господнього влаштовано приділ на честь святителя.
У 1788 році, в селі Махнівка, що розташоване в Козятинському районі, в родині священика Андрія Горенковського народився син Фома. Рідна мати, помітивши що син не вживає материнського молока, прийшла до висновку що в дитині сидить демон. Тричі вона намагалась його вбити, але завдяки Промислу Божому немовля залишилось живим. З дитинства хлопчик відрізнявся від своїх однолітків глибокою набожністю та смиренням. В досить ранньому віці він втратив батька, виховувався спочатку у родичів, а пізніше в Києво-Братському монастирі. Спочатку Фома прийняв малу схиму з іменем Феодорит. Через кілька років його висвятили на ієродиякона, а згодом в ієромонаха. У 1834 році він прийняв велику схиму з ім'ям Феофіл. Преподобний взяв на себе подвиг юродства. На основі фактів з його життєпису було створено художній фільм "Остров" (режисер П.Лунгін).
22 жовтня 1918 року в соборі Святої Софії, що у Києві, було звершено архієрейську хіротонію ректора Київської духовної семінарії архімандрита Амвросія (Полянського) на єпископа Вінницького, вікарія Подільської єпархії. Владика Амвросій став першим архієреєм, котрий оселився у Вінниці. До цього моменту усі інші єпископи, які носили титул "Вінницький" жили в Шаргороді, Кам'янці-Подільському, або ж взагалі у Санкт-Петербурзі. Владика Амвросій разом з вінничанами пережив кілька переворотів та прихід радянської влади. На короткий термін був переведений до Кам'янця-Подільського, проте невдовзі заарештований і висланий до Вінниці. Того ж року його знову заарештували і відправили до Москви. Через кілька років владику заслали до Казахстану, де під час подорожі пустелею архіпастир занедужав і невдовзі помер.
7 вересня 1933 року було утворено самостійну Вінницьку єпархію. Першим правлячим архієреєм її став архієпископ Олександр (Петровський). Спочатку владика жив м.Вінниця, але через закриття храмів був змушений переїхати до смт.Літин, а згодом у місто Хмільник. За час свого перебування архіпастир відзначився простотою спілкування, вмінням згуртувати духовенство, а також залучити до богослужіння дітей та молодь. У 1937 році його було переведено Харківську кафедру. 24 травня 1940 року святитель помер у в'язниці №1 м.Харків. Рішенням Священного Синоду від 22 травня 1993 року причислений до ліку святих.
Після архієпископа Олександра Вінницьку єпархію очолив священномученик Інокентій (Тихонов). Владика Інокентій прибув до м.Хмільник у свято Хрестовоздвиження. Лише місяць святитель прожив у місті, після чого був заарештований та доправлений до Вінницької в'язниці НКВС. Впродовж місяця його утримували в одній із камер та провели лише один допит, на якому святитель не назвав жодного імені та прізвище. 29 листопада 1937 року опівночі його розстріляли. Тіло архіпастиря було віднайдено під час розкопок 1943 року і перепоховано разом з іншими загиблими у братській могилі на території центрального кладовища м.Вінниця. Рішенням Священного Синоду від 1 квітня 2015 року ім'я священномученика Інокентія було внесено до календаря Української Православної Церкви та встановлено День шанування 16/29 листопада.
Серед архієреїв вихідців з Вінниччини, які прийняли мученицьку смерть був єпископ Порфирій (Гулевич). Народився він 26 лютого 1864, у селі Токарівка, Літинського повіту, Подільської губернії в родині священика. Закінчив Подільську духовну семінарію. 22 жовтня 1886 року став священиком. З 1914 по 1928 рік був настоятелем Ольгопільського собору та благочинним церковного округу. Після того як став вдівцем прийняв чернецтво і невдовзі був рукопокладений на єпископа Криворізького, вікарія Дніпропетровської єпархії. 20 листопада 1937 був заарештований і звинувачений у антирадянській пропаганді. 1 грудня 1937 був засуджений до смертної кари. Вирок було виконано наступного дня. Зарахований до лику святих на Ювілейному соборі Руської православної церкви в серпні 2000 року.
Також до Собору Вінницьких святих входять пресвітери-мученики, які постраждали в першій половині буремного ХХ-го століття.
Священномученик Іоанн Мельниченко народився 26 вересня 1889 року у селі Устя Бершадського району Вінницької області. В період з 1917 по 1922 рік він працював вчителем у сільській школі, а 1922-го прийняв сан пресвітера. Своє пастирське служіння звершував на території Вінницької області. 15 вересня 1937 року його було розстріляно.
Священномученик Олексій Воробйов у 1920х роках проходив пастирське служіння у Вінниці. 20 серпня 1937 року був розстріляний на Бутівському полігоні.
Преподобномученик Іоанн (Лаба) народився 3 липня 1863 року в селі Серебрія, Гайсинського повіту, Київської губернії. Був насельником Свято-Пантелеймоновського монастиря. У 1913 році був вивезений з Афону. За часів Радянської влади зазнав переслідувань. 4 вересня 1937 року був розстріляний.
Преподобномученик Василій (Мазуренко) народився у 1882 році в селі Кулига, Літинського повіту. З 1922-го року, згідно з призначенням єпископа Вінницького Амвросія (Полянського), служив у Немирівському монастирі, де був возведений у сан архідиякона, а згодом хіротонізований на священика. Також звершував служіння у с. Кулига Літинського району, Гранівському монастирі на Гайсинщині та у Ладижинських Хуторах. 21 квітня 1931 року отця Василія заарештували та заслали на Північ. Згідно постанови Трійки НКВС від 30 грудня 1937 року був засуджений до розстрілу, а 8 січня 1938 року вирок було виконано в одній з тюрем Тульської області.
Преподобномученик Євтихій (Качур) будучи родом з Воронезької губернії наприкінці 1920-х років служив на парафіях Вінницької єпархії. У 1929 році був призначений настоятелем Маркіанівського скиту Вінницького церковного округу. У 1937 році був розстріляний на Бутівському полігоні.
Преподобномученик Геннадій (Ребеза) народився 22 квітня 1880 року в селі Янкулово, Вінницького повіту, Кам’янець-Подільської губернії. 2 грудня 1937 року був розстріляний.

## Прославлення
Ідея встановлення Дня пам'яті Собору Вінницьких святих була запропонована керівником Історичного відділу Вінницької єпархії ієреєм Назарієм Давидовським. На початку 2015-го року було зібрано усі необхідні матеріали, на основі яких митрополит Вінницький і Барський Симеон (Шостацький) подав рапорт до Священного Синоду Української Православної Церкви. За підсумками засідання Синоду від 1 квітня 2015 року було ухвалено благословити встановлення дня святкування Собору Вінницьких святих 1/14 вересня (старий / новий стиль). До складу Собору було включено п'ятнадцять подвижників благочестя.
Саме до цієї події протоієреєм Олегом Кожушним було складено текст богослужіння, присвячений Вінницьким святим, а іконописцем Ростиславом Моцпаном написана ікона самого собору. Композиційний план ікони наступний: на фоні Спасо-Преображенського собору зображено Вінницьких святих. Композиція увінчана зображенням Спасителя, довкола якого розмістились чудотворні ікони Вінниччини, зокрема: Браїлово-Ченстоховська, Браїлово-Почаївська, Вінницько-Рожецька, Зиновінська, Писарівська та Барська.
Перше святкування Дня пам'яті Собору Вінницьких святих відбулось у 2015 році. Напередодні 13 вересня у Спасо-Преображенському соборі було звершено Всенічне бдіння, яке очолив митрополит Одеський і Ізмаїлський Агафангел (Саввін). Йому співслужили митрополити: Верійський, Науський і Кампанійський Пантелеймон, Вишгородський і Чорнобильский Павел, Хмельницький и Старокостянтинівський Антоній, Вінницький і Барський Симеон, Могилів-Подільський і Шаргородський Агапіт, архієпископ Яготинський Серафим, вікарій Київської митрополії, єпископ Бородянський Варсонофій, вікарій Київської митрополії. Під час Полієлею було вперше проспівано величання Собору Вінницьких святих.
Наступного дня 14 вересня, на площі перед Спасо-Преображенським собором м.Вінниці відбулась святкова Божествення літургія. Богослужіння очолив Предстоятель Української Православної Церкви, Блаженніший Митрополит Київський і всієї України Онуфрій. Його Блаженству співслужили митрополити: Одеський і Ізмаїльський Агафангел; Верійський і Науський Пантелеімон (Елладська ПЦ); Вишгородський і Чорнобильський Павел, намісник Свято-Успенської Києво-Печерської Лаври; Тульчинський і Брацлавський Іонафан, Хмельницький и Старокостянтинівський Антоній, Сарненський і Поліський Анатолій, Вінницький и Барський Симеон, Криворізький і Нікопольський Єфрем, Могилів-Подільський и Шаргородський Агапіт, Переяслав-Хмельницький і Вишневський Олександр; архієпископи: Гурій (Кузьменко), Житомирський і Новоград-Волинський Никодим, Володимир-Волинський і Ковельський Володимир, Яготинський Серафим; єпископи: Семятицький Георгій (Польська ПЦ), Унгенський і Ниспоренський Петр (Молдова), Єдинецький і Бричанський Никодим (Молдова), Туровський і Мозирський Леонід (Білорусь), Конотопський і Глухівський Роман, Бородянський Варсонофій, Сорокський Іоанн (Молдова), духовенство і гості Вінницької єпархії у священному сані.

## Список святих
- Святитель Петро (Могила)
- Святитель Феодосій Углицький
- Священносповідник Амвросій (Полянський)
- Священномученик Інокентій (Тихонов)
- Священномученик Олександр (Петровський)
- Священномученик Порфирій (Гулевич)
- Преподобний Антоній Печерський
- Преподобний Федір Острозький
- Преподобний Феофіл Китаївський
- Священномученик Іоанн Мельниченко, пресвітер
- Священномученик Олексій Воробйов, пресвітер
- Преподобномученик Іоанн (Лаба), пресвітер
- Преподобномученик Василій (Мазуренко), пресвітер
- Преподобномученик Євтихій (Качур), пресвітер
- Преподобномученик Геаннадій (Ребеза), пресвітер

## Використана література
1. ↑  Прес-служба УПЦ, Прес-служба УПЦ (1 квітння 2015). Журнали засідання Священного Синоду Української Православної Церкви від 1 квітня 2015 року. sinod.church.ua (Українська) . УПЦ. Архів оригіналу за 16 серпня 2019. Процитовано 08 серпня 2019.
2. ↑  Яворовский, Н.И. (1890-1891). Труды Подольского историко-статистического комитета. Том пятый (Русский) . Камянец-Подольский: Типография Подольского Губернского Правления. с. 318.
3. ↑  Отамановський, Валентин (1993). Вінниця в XIV - XVII століттях (Українська) . Вінниця: "Континент-прим". с. 443. ISBN 5-7707-4905-9.
4. ↑  Тарасенко, А. Ф. (2005). Святитель Феодосий архиепископ Черниговский. Дубно: Мелиса. с. 167. ISBN ISBN 966-7358-76-3. {{cite book}}: Перевірте значення |isbn=: недійсний символ (довідка)
5. ↑  Блаженный Феофил. Христа ради юродивый. www.fatheralexander.org (Русский) . Архів оригіналу за 5 березня 2016. Процитовано 10.08.2019.
6. ↑  Амвросий (Полянский). www.pravenc.ru (Русский) . Православная Энциклопедия. Архів оригіналу за 6 серпня 2020. Процитовано 10.08.2019.
7. ↑  Amtliches Material zum Massenmord von Winniza (Deutsch) . Berlin. 1944.
8. ↑  Журнали засідання Священного Синоду Української Православної Церкви від 1 квітня 2015 року. sinod.church.ua (Українська) . 01.04.2015. Архів оригіналу за 16 серпня 2019. Процитовано 10.08.2019.